# Malaxis novogaliciana
Malaxis novogaliciana är en orkidéart som beskrevs av Roberto González Tamayo och Mcvaugh. Malaxis novogaliciana ingår i släktet knottblomstersläktet, och familjen orkidéer. Inga underarter finns listade i Catalogue of Life.